# Fannyella rossii
Fannyella rossii is een zachte koraalsoort uit de familie Primnoidae. De wetenschappelijke naam van de soort werd in 1872 voor het eerst gepubliceerd door John Edward Gray. 